# Pseudoscopas henryi
Pseudoscopas henryi är en insektsart som beskrevs av Ronderos 1987. Pseudoscopas henryi ingår i släktet Pseudoscopas och familjen gräshoppor. Inga underarter finns listade i Catalogue of Life.